# Quatre Préludes op. 48
Les Quatre préludes opus 48 forment un cycle de préludes pour piano d'Alexandre Scriabine composé en 1905.